# باستر روس
باستر روس (بالإنجليزية: Buster Ross)‏ هو لاعب كرة قاعدة أمريكي، ولد في 11 مارس 1903 في كوتاوا في الولايات المتحدة، وتوفي في 24 أبريل 1982 في مايفيلد في الولايات المتحدة.

## وصلات خارجية
- باستر روس على موقعبيزبول رفرنس.كوم (الدوري الرئيسي) (الإنجليزية)